# Étagère

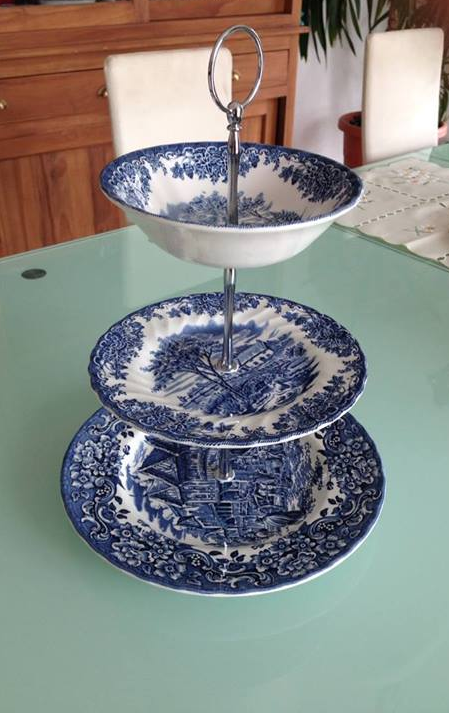
Uma étagère em louça para dispor petiscos e doces.

Étagère (do francês «prateleira») é um termo geralmente empregado em decoração para se referir a um conjunto de pratos conectados por uma haste de metal no eixo central com o objetivo final de servir como objeto decorativo para dispor doces, bolos, cupcakes ou outros pequenos petiscos, de forma a tornar a apresentação mais atraente e elegante.

## Origens
Originalmente, o termo refere-se a uma série de prateleiras amparadas por duas ou quarto barras, geralmente de madeira, formando um móvel aberto e leve. A paixão por colecionar e expor objetos ornamentais, que começou no século XVIII e se espalhou na Europa e nos Estados Unidos no século XIX, estimulou a produção de tais peças de mobiliário.
Já na França do fim do século XVIII era uma peça de mobília leve que foi muito produzida e usada. Consistia de uma série de prateleiras em forma de estante na qual se colocavam objetos decorativos ou outros pequenos artigos, como livros. Tinham geralmente formato diagonal e os melhores exemplos no «estilo Luís XVI» eram feitos em madeiras exóticas. Eram objetos muito graciosos e elegantes.
Tais objetos são muito comummente hoje em dia encontrados em antiquários.

## Galeria

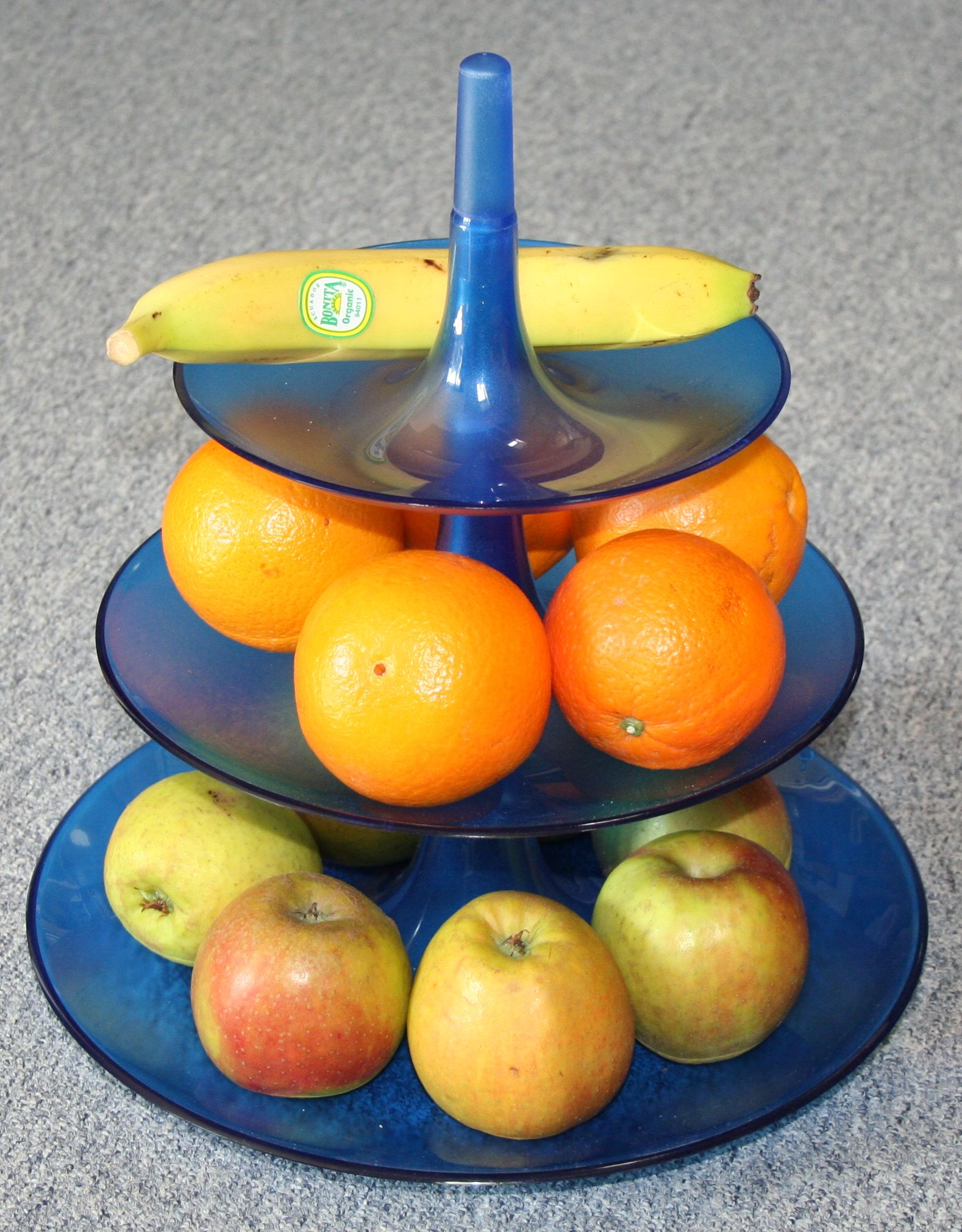
Modelo moderno de plástico decorado com frutas.
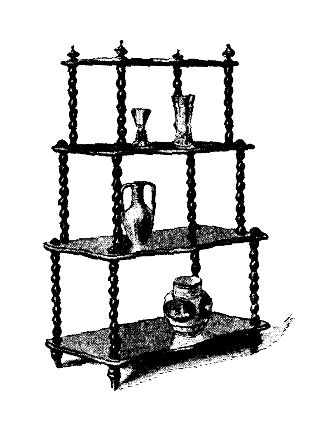
Étagère antiga tradicional para dispor objetos de arte ou livros.